# Fernando Ferreira
Fernando Ferreira (ur. 23 września 1971) – portugalski niepełnosprawny sportowiec, uprawiające boccię. Złoty i brązowy medalista z Aten w 2004 roku. Srebrny medalista paraolimpijski z Pekinu w 2008 roku.

## Medale Igrzysk Paraolimpijskich

### 2008
- - Boccia - zespoły - BC1-2

### 2004
- - Boccia - zespoły - BC1-2
- - Boccia - indywidualnie - BC2